# Società Sportiva Calcio Napoli 1987-1988
Questa voce raccoglie le informazioni riguardanti la Società Sportiva Calcio Napoli nelle competizioni ufficiali della stagione 1987-1988.

## Stagione
(Salvatore Bagni, 12 marzo 1994)

Napoli e Real Madrid al San Paolo per la gara di Coppa Campioni del 30 settembre 1987

La vittoria del 1º Scudetto significò l'esordio in Coppa dei Campioni, torneo il cui sorteggio abbinò il Real Madrid ai campani. I campioni d'Italia passarono senza affanni il primo turno della coppa nazionale: le 5 vittorie - unite alle 14 delle precedenti 2 edizioni - portarono il totale di successi consecutivi a 19, primato tuttora resistente.
L'Europa, all'opposto, chiuse subito le sue porte agli azzurri: gli spagnoli ebbero vita facile a qualificarsi, vincendo in casa (2-0) per poi pareggiare fuori.
L'avvio di campionato, con 21 punti conquistati (su 24 disponibili) nelle prime 12 giornate, confermò la voglia di bissare il tricolore. L'unica sconfitta del girone di andata - contro il Milan - non ebbe conseguenze sulla classifica, con il titolo d'inverno ancora una volta appannaggio dei partenopei. A febbraio, il vantaggio di 5 punti sui rossoneri fece presagire un torneo già archiviato.
In primavera, dopo l'eliminazione dalla Coppa Italia, l'undici azzurro palesò un rallentamento. In questo frangente, la rimonta della squadra di Sacchi suonò come il colpo del k.o. per una formazione che nel finale cedette di schianto, perdendo anche lo scontro diretto con i lombardi. La sconfitta costò il sorpasso da parte dei rivali, che il 15 maggio si aggiudicarono lo scudetto: agli uomini di Bianchi non rimase che il secondo posto.

## Divise e sponsor

Bruno Giordano nella trasferta di Pescara del 28 febbraio 1988 con indosso la terza divisa rossa

Lo sponsor tecnico per la stagione 1987-1988 fu Ennerre, mentre lo sponsor ufficiale fu Buitoni.
| Casa | Trasferta | Terza divisa |

## Organigramma societario
- Presidente: Corrado Ferlaino
- Direttore Generale: Luciano Moggi
- Allenatore: Ottavio Bianchi

## Rosa
| N. |                   | Ruolo | Calciatore            |
| -- | ----------------- | ----- | --------------------- |
|    | Italia (bandiera) | P     | Claudio Garella       |
|    | Italia (bandiera) | P     | Raffaele Di Fusco     |
|    | Italia (bandiera) | P     | Giuseppe Taglialatela |
|    | Italia (bandiera) | D     | Tebaldo Bigliardi     |
|    | Italia (bandiera) | D     | Giuseppe Bruscolotti  |
|    | Italia (bandiera) | D     | Ciro Ferrara          |
|    | Italia (bandiera) | D     | Moreno Ferrario       |
|    | Italia (bandiera) | D     | Massimo Filardi       |
|    | Italia (bandiera) | D     | Giovanni Francini     |
|    | Italia (bandiera) | D     | Rosario Pergolizzi    |
|    | Italia (bandiera) | D     | Alessandro Renica     |

| N. |                      | Ruolo | Calciatore                        |
| -- | -------------------- | ----- | --------------------------------- |
|    | Italia (bandiera)    | C     | Salvatore Bagni                   |
|    | Italia (bandiera)    | C     | Fernando De Napoli                |
|    | Italia (bandiera)    | C     | Paolo Miano                       |
|    | Italia (bandiera)    | C     | Francesco Romano                  |
|    | Italia (bandiera)    | C     | Luciano Sola                      |
|    | Italia (bandiera)    | A     | Francesco Baiano                  |
|    | Brasile (bandiera)   | A     | Careca                            |
|    | Italia (bandiera)    | A     | Andrea Carnevale                  |
|    | Italia (bandiera)    | A     | Bruno Giordano                    |
|    | Argentina (bandiera) | A     | Diego Armando Maradona (capitano) |

## Risultati

### Serie A

#### Girone d'andata
| Arbitro: | Magni (Bergamo) |

|  |           |           |
|  | Marcatori | 61’ Bagni |

| Arbitro: | Lombardo (Marsala) |

|                       |           |               |
| Bagni 7’ Giordano 34’ | Marcatori | 18’ Scarafoni |

| Pisa 27 settembre 1987 3ª giornata | Pisa          | 0 – 2 a tavolino referto | Napoli | Stadio Arena Garibaldi (21 064 spett.)\| Arbitro: \| Longhi (Roma) \| |
| Arbitro:                           | Longhi (Roma) |                          |        |                                                                       |

| Arbitro: | Lo Bello (Siracusa) |

|  |           |               |
|  | Marcatori | 86’ Carnevale |

| Arbitro: | Paparesta (Bari) |

|                                                                                           |           |  |
| Bagni 23’ Romano 29’ Careca 45’ Maradona 54’ (rig.) Giordano 75’ (rig.) Benini 83’ (aut.) | Marcatori |  |

| Arbitro: | Magni (Bergamo) |

|            |           |              |
| Pruzzo 46’ | Marcatori | 67’ Francini |

| Arbitro: | Frigerio (Milano) |

|                          |           |            |
| Maradona 17’ (rig.), 35’ | Marcatori | 7’ Ekström |

| Como 8 novembre 1987 8ª giornata | Como                         | 0 – 0 referto | Napoli | Stadio Giuseppe Sinigaglia (16 150 spett.)\| Arbitro: \| Agnolin (Bassano del Grappa) \| |
| Arbitro:                         | Agnolin (Bassano del Grappa) |               |        |                                                                                          |

| Arbitro: | Baldas (Trieste) |

|                            |           |               |
| Maradona 6’ Careca 44, 90’ | Marcatori | 76’ Berggreen |

| Arbitro: | Longhi (Roma) |

|                      |           |            |
| De Napoli 59’ (aut.) | Marcatori | 20’ Careca |

| Arbitro: | Lo Bello (Siracusa) |

|                                   |           |             |
| De Napoli 26’ Maradona 87’ (rig.) | Marcatori | 76’ Cabrini |

| Arbitro: | Pairetto (Torino) |

|                                         |           |                  |
| Bagni 14’ Giordano 29, 89’ Maradona 54’ | Marcatori | 35’ (aut.) Bagni |

| Arbitro: | Agnolin (Bassano del Grappa) |

|                                                |           |            |
| Colombo 19’ Virdis 24’ Gullit 73’ Donadoni 78’ | Marcatori | 10’ Careca |

| Arbitro: | Baldas (Trieste) |

|                                         |           |  |
| Giordano 3, 74’ Careca 33’ Maradona 35’ | Marcatori |  |

| Arbitro: | Lanese (Messina) |

|  |           |              |
|  | Marcatori | 87’ Maradona |

#### Girone di ritorno
| Arbitro: | Paparesta (Bari) |

|                        |           |  |
| Careca 9’ Maradona 43’ | Marcatori |  |

| Arbitro: | Magni (Bergamo) |

|               |           |                                             |
| Casagrande 8’ | Marcatori | 12’ (rig.) Maradona 26’ Giordano 49’ Careca |

| Arbitro: | Coppetelli (Tivoli) |

|                         |           |                    |
| Renica 13’ Maradona 76’ | Marcatori | 77’ (aut.) Filardi |

| Arbitro: | Lanese (Messina) |

|                                                 |           |  |
| Renica 17’ Francini 19’ Maradona 22’ Romano 64’ | Marcatori |  |

| Arbitro: | Pairetto (Torino) |

|  |           |              |
|  | Marcatori | 38’ Giordano |

| Arbitro: | Agnolin (Bassano del Grappa) |

|            |           |                       |
| Careca 80’ | Marcatori | 21’ Giannini 70’ Oddi |

| Empoli 13 marzo 1988 22ª giornata | Empoli           | 0 – 0 referto | Napoli | Stadio Carlo Castellani (18 864 spett.)\| Arbitro: \| Lanese (Messina) \| |
| Arbitro:                          | Lanese (Messina) |               |        |                                                                           |

| Arbitro: | Sguizzato (Verona) |

|                              |           |  |
| Careca 10, 48’ De Napoli 43’ | Marcatori |  |

| Torino 27 marzo 1988 24ª giornata | Torino           | 0 – 0 referto | Napoli | Stadio comunale (45 933 spett.)\| Arbitro: \| Paparesta (Bari) \| |
| Arbitro:                          | Paparesta (Bari) |               |        |                                                                   |

| Arbitro: | Baldas (Trieste) |

|              |           |  |
| Maradona 24’ | Marcatori |  |

| Arbitro: | Lanese (Messina) |

|                                      |           |            |
| Cabrini 19’ Rush 67’ De Agostini 74’ | Marcatori | 83’ Careca |

| Arbitro: | Magni (Bergamo) |

|           |           |              |
| Galia 65’ | Marcatori | 25’ Maradona |

| Arbitro: | Lo Bello (Siracusa) |

|                         |           |                                |
| Maradona 45’ Careca 78’ | Marcatori | 36’, 68’ Virdis 76’ van Basten |

| Arbitro: | Longhi (Roma) |

|                            |           |                        |
| Di Chiara 8’ Díaz 58’, 72’ | Marcatori | 24’ Ferrara 90’ Renica |

| Arbitro: | Sguizzato (Verona) |

|              |           |                           |
| Carnevale 7’ | Marcatori | 59’ Pellegrini 67’ Vialli |

### Coppa Italia

#### Primo turno
| Arbitro: | Fabricatore (Roma) |

|                                           |           |  |
| Giordano 13’, 43’ Maradona 24’ Careca 34’ | Marcatori |  |

| Arbitro: | Baldas (Trieste) |

|  |           |                        |
|  | Marcatori | 9’ Giordano 51’ Careca |

| Arbitro: | Magni (Bergamo) |

|  |           |                        |
|  | Marcatori | 4’ Maradona 37’ Careca |

| Arbitro: | Amendolia (Messina) |

|            |           |  |
| Careca 20’ | Marcatori |  |

| Arbitro: | Lo Bello (Siracusa) |

|                                 |           |                      |
| Francini 5’ Maradona 51’ (rig.) | Marcatori | 30’ (rig.) R. Baggio |

#### Fase finale
| Arbitro: | Cornieti (Forlì) |

|                                |           |                                  |
| Maradona 18’ (rig.) Careca 57’ | Marcatori | 44’ Carobbi 52’ Onorati 80’ Díaz |

| Arbitro: | Lo Bello (Siracusa) |

|               |           |                               |
| Di Chiara 33’ | Marcatori | 50’, 81’ Carnevale 72’ Renica |

| Arbitro: | Casarin (Milano) |

|         |           |           |
| Comi 4’ | Marcatori | 9’ Renica |

| Arbitro: | Bergamo (Livorno) |

|                   |           |                                 |
| Maradona 36’, 50’ | Marcatori | 27’ Gritti 75’ Comi 79’ Polster |

### Coppa dei Campioni
| Arbitro: | Igna |

|                                        |           |  |
| Míchel 18’ (rig.) De Napoli 76’ (aut.) | Marcatori |  |

| Arbitro: | Pauly |

|             |           |                |
| Francini 9’ | Marcatori | 44’ Butragueño |

## Statistiche

### Statistiche di squadra
Statistiche aggiornate al 15 maggio 1988.
| Competizione       | Punti | In casa | In casa | In casa | In casa | In casa | In casa | In trasferta | In trasferta | In trasferta | In trasferta | In trasferta | In trasferta | Totale | Totale | Totale | Totale | Totale | Totale | DR  |
| Competizione       | Punti | G       | V       | N       | P       | Gf      | Gs      | G            | V            | N            | P            | Gf           | Gs           | G      | V      | N      | P      | Gf     | Gs     | DR  |
| ------------------ | ----- | ------- | ------- | ------- | ------- | ------- | ------- | ------------ | ------------ | ------------ | ------------ | ------------ | ------------ | ------ | ------ | ------ | ------ | ------ | ------ | --- |
| Serie A            | 42    | 15      | 12      | 0       | 3       | 39      | 13      | 15           | 6            | 6            | 3            | 16           | 14           | 30     | 18     | 6      | 6      | 55     | 27     | +28 |
| Coppa Italia       | -     | 5       | 3       | 0       | 2       | 11      | 7       | 4            | 3            | 1            | 0            | 8            | 2            | 9      | 6      | 1      | 2      | 19     | 6      | +13 |
| Coppa dei Campioni | -     | 1       | 0       | 1       | 0       | 1       | 1       | 1            | 0            | 0            | 1            | 0            | 2            | 2      | 0      | 1      | 1      | 1      | 3      | −2  |
| Totale             | -     | 21      | 15      | 1       | 5       | 51      | 21      | 20           | 9            | 7            | 4            | 24           | 18           | 41     | 24     | 8      | 9      | 75     | 36     | +39 |

### Andamento in campionato
| Giornata  | 1 | 2 | 3 | 4 | 5 | 6 | 7 | 8 | 9 | 10 | 11 | 12 | 13 | 14 | 15 | 16 | 17 | 18 | 19 | 20 | 21 | 22 | 23 | 24 | 25 | 26 | 27 | 28 | 29 | 30 |
| --------- | - | - | - | - | - | - | - | - | - | -- | -- | -- | -- | -- | -- | -- | -- | -- | -- | -- | -- | -- | -- | -- | -- | -- | -- | -- | -- | -- |
| Luogo     | T | C | T | T | C | T | C | T | C | T  | C  | C  | T  | C  | T  | C  | T  | C  | C  | T  | C  | T  | C  | T  | C  | T  | T  | C  | T  | C  |
| Risultato | V | V | V | V | V | N | V | N | V | N  | V  | V  | P  | V  | V  | V  | V  | V  | V  | V  | P  | N  | V  | N  | V  | P  | N  | P  | P  | P  |
| Posizione | 1 | 1 | 1 | 1 | 1 | 1 | 1 | 1 | 1 | 1  | 1  | 1  | 1  | 1  | 1  | 1  | 1  | 1  | 1  | 1  | 1  | 1  | 1  | 1  | 1  | 1  | 1  | 2  | 2  | 2  |

Fonte: http://calcio-seriea.net/allenatori_squadra/1987/951/
Legenda:

Luogo: C = Casa; T = Trasferta. Risultato: V = Vittoria; N = Pareggio; P = Sconfitta.

### Statistiche dei giocatori
| Giocatore      | Serie A  | Serie A | Serie A     | Serie A    | Coppa Italia | Coppa Italia | Coppa Italia | Coppa Italia | Coppa dei Campioni | Coppa dei Campioni | Coppa dei Campioni | Coppa dei Campioni | Totale   | Totale | Totale      | Totale     |
| Giocatore      | Presenze | Reti    | Ammonizioni | Espulsioni | Presenze     | Reti         | Ammonizioni  | Espulsioni   | Presenze           | Reti               | Ammonizioni        | Espulsioni         | Presenze | Reti   | Ammonizioni | Espulsioni |
| -------------- | -------- | ------- | ----------- | ---------- | ------------ | ------------ | ------------ | ------------ | ------------------ | ------------------ | ------------------ | ------------------ | -------- | ------ | ----------- | ---------- |
| S. Bagni       | 26       | 4       | ?           | ?          | 5            | 0            | ?            | ?            | 2                  | 0                  | ?                  | ?                  | 33       | 4      | ?           | ?          |
| F. Baiano      | 1        | 0       | ?           | ?          | 3            | 0            | ?            | ?            | 1                  | 0                  | ?                  | ?                  | 5        | 0      | ?           | ?          |
| T. Bigliardi   | 12       | 0       | ?           | ?          | 7            | 0            | ?            | ?            | 1                  | 0                  | ?                  | ?                  | 20       | 0      | ?           | ?          |
| G. Bruscolotti | 7        | 0       | ?           | ?          | 2            | 0            | ?            | ?            | 1                  | 0                  | ?                  | ?                  | 10       | 0      | ?           | ?          |
| Careca         | 26       | 13      | ?           | ?          | 7            | 5            | ?            | ?            | 1                  | 0                  | ?                  | ?                  | 34       | 18     | ?           | ?          |
| A. Carnevale   | 19       | 2       | ?           | ?          | 4            | 2            | ?            | ?            | 1                  | 0                  | ?                  | ?                  | 24       | 4      | ?           | ?          |
| F. De Napoli   | 30       | 2       | ?           | ?          | 9            | 0            | ?            | ?            | 2                  | 0                  | ?                  | ?                  | 41       | 2      | ?           | ?          |
| R. Di Fusco    | 1        | -2      | ?           | ?          | -            | -            | -            | -            | -                  | -                  | -                  | -                  | 1        | -2     | 0+          | 0+         |
| C. Ferrara     | 23       | 1       | ?           | ?          | 7            | 0            | ?            | ?            | 2                  | 0                  | ?                  | ?                  | 32       | 1      | ?           | ?          |
| M. Ferrario    | 27       | 0       | ?           | ?          | 7            | 0            | ?            | ?            | 2                  | 0                  | ?                  | ?                  | 36       | 0      | ?           | ?          |
| M. Filardi     | 20       | 0       | ?           | ?          | 5            | 0            | ?            | ?            | -                  | -                  | -                  | -                  | 25       | 0      | 0+          | 0+         |
| G. Francini    | 30       | 2       | ?           | ?          | 7            | 1            | ?            | ?            | 1                  | 1                  | ?                  | ?                  | 38       | 4      | ?           | ?          |
| C. Garella     | 29       | -25     | ?           | ?          | 9            | -6           | ?            | ?            | 2                  | -3                 | ?                  | ?                  | 40       | -34    | ?           | ?          |
| B. Giordano    | 27       | 8       | ?           | ?          | 9            | 3            | ?            | ?            | 2                  | 0                  | ?                  | ?                  | 38       | 11     | ?           | ?          |
| D. Maradona    | 28       | 15      | ?           | ?          | 9            | 6            | ?            | ?            | 2                  | 0                  | ?                  | ?                  | 39       | 21     | ?           | ?          |
| P. Miano       | 9        | 0       | ?           | ?          | 7            | 0            | ?            | ?            | -                  | -                  | -                  | -                  | 16       | 0      | 0+          | 0+         |
| V. Minopoli    | -        | -       | -           | -          | 1            | 0            | ?            | ?            | -                  | -                  | -                  | -                  | 1        | 0      | 0+          | 0+         |
| R. Pergolizzi  | 1        | 0       | ?           | ?          | 1            | 0            | ?            | ?            | -                  | -                  | -                  | -                  | 2        | 0      | 0+          | 0+         |
| A. Renica      | 28       | 3       | ?           | ?          | 8            | 2            | ?            | ?            | 2                  | 0                  | ?                  | ?                  | 38       | 5      | ?           | ?          |
| F. Romano      | 26       | 2       | ?           | ?          | 7            | 0            | ?            | ?            | 2                  | 0                  | ?                  | ?                  | 35       | 2      | ?           | ?          |
| L. Sola        | 9        | 0       | ?           | ?          | 7            | 0            | ?            | ?            | 1                  | 0                  | ?                  | ?                  | 17       | 0      | ?           | ?          |